# 열죽음 역설
열죽음 역설, 열역학 역설, 클라우지우스 역설, 켈빈 역설로 알려진 역설은 열역학을 이용해 무한히 오래된 우주가 불가능함을 증명하는 불합리함으로의 환원 논증이다. 1862년 2월 켈빈 경이 공식화했으며 헤르만 폰 헬름홀츠와 윌리엄 존 매퀀 랭킨이 논증을 확장했다.

## 역설
우주가 영원하다면 한 가지 의문이 생긴다. 왜 아직까지 열역학적 평형이 이뤄지지 않았는가?

열죽음 역설은 물질이 영원하고 항상 인식 가능한 우주라고 가정하는 영원한 우주에 대한 고전적 견해에 대한 당시 믿음을 겨냥한 역설이다. 이 역설은 우주가 어떠한지에 대한 근본적인 패러다임에서 비롯되었다. 역설을 해결하기 위해서는 패러다임의 변화가 필요하다.
이 역설은 루돌프 클라우지우스와 켈빈이 가정한 열역학 제2법칙의 가장 엄격한 관점인 열은 항상 뜨거운 물체에서 차가운 물체로만 이동한다는 점에 근거한다. 고전적인 인식처럼 우주가 영원하다면 이미 차갑고 완전한 등방 상태(물체의 온도가 전부 같고 물질이나 복사의 분포도 균일해야 한다)이어야 한다. 켈빈은 우주가 영원히 정적인 상태일지(열역학적 평형에 도달할지) 확신하지 못했으나 점점 더 느리게 돌아가는 시계에 비유하며 현 우주는 끊임없이 열을 발산하며 에너지를 소모하는 시계에 비유했다. 이 모델에 따르면 일을 수행하고 엔트로피를 생성하는데 사용할 수 있는 사용 가능한 에너지가 존재한다는 것은 시계가 아직 멈추지 않았다는 것을 뜻한다.
열역학 법칙에 따르면 뜨거운 물체는 모든 것이 같은 온도가 될 때까지 더 차가운 주변으로 열을 방출한다. 같은 온도의 두 물체가 있으면 한 물체에서 나오는 열전달만큼 다른 물체가 똑같이 열을 전달하기 때문에 전체적인 온도는 변화하지 않고 일정하다. 우주가 무한히 오래되었다면 별들이 주변에 열을 방출하면서 차가워지기 충분한 시간이 지날 수 있다. 따라서 모든 곳이 같은 온도로 일정해야 하고 별은 하나도 없거나, 우주의 모든 곳이 별처럼 뜨거워야만 한다. 따라서 우주는 열역학적 평형을 이루거나 점근적으로 평형을 향해가야 하는데 이는 열역학적 자유 에너지가 남아 있지 않아 더 이상 일을 할 수 없는 상태에 해당하고 1852년 켈빈이 처음 가정한 우주의 열죽음과 같은 상태이다. 이에 따르면 우주의 평균 온도도 절대 영도에 점근적으로 향해가야 하며 최대 엔트로피 상태에 도달했을 가능성이 높다.

## 켈빈의 해답
1862년 2월 켈빈은 태양과 별의 존재를 우주가 아직 엔트로피 생산과 자유운동이 가능하고 물체 간 온도 차이가 있어 우주가 열역학적 평형을 이루지 못했다는 경험적인 증거로 내세웠다. 헬름홀츠와 랭킨은 켈빈의 연구를 확장했다. 우주 안에는 별과 같은 뜨거운 물체와 아주 차가운 물체가 공존하고 있기 때문에 우주가 열역학적 평형 상태가 아니므로 무한히 오래되지 않았다고 주장했다.

### 현대 우주론
우주가 약 138억년 전에 만들어졌다고 가정하는 빅뱅 이론과 성공적인 ΛCDM 모형에서는 이 역설이 발생하지 않으며, 열역학적 평형을 우주가 이루기에는 아직 오랜 시간이 지나지 않았다고 해석한다. 영원한 급팽창 이론 등으로 불리는 일부 가설에서는 우리가 살고 있는 우주와 유사하면서 접근이 불가능한 아기 우주가 계속 태어나는, 기하급수적으로 팽창하는 다중우주라는 보다 복잡한 형태로 켈빈의 영원한 시간에 관한 생각을 되살렸다.

## 관련 역설
올베르스의 역설에서는 무한히 오래된 정적 우주론을 반증하는 또 다른 역설이지만 이는 정적 우주 시나리오에서만 해당한다. 켈빈의 역설과 달리 열역학이 아닌 순수 우주론적 역설이다. 볼츠만 두뇌는 무한한 시간 동안 열죽음에 놓인 우주에서 엔트로피의 우연한 요동으로 (가짜 기억으로 가득 찬) 뇌의 자발적 생성을 주장하는 역설이며 켈빈 역설과 관련이 있다.

## 같이 보기
- 시간의 화살로서의 엔트로피
- 열죽음
- 역설 목록
- 열역학 온도